# Matsumoto Yamaga FC
El Matsumoto Yamaga Football Club és un club de futbol japonès de la ciutat de Matsumoto.

## Història
El club va ser fundat el 1965 por un grup de futbolistes aficionats de la prefectura de Nagano. Els jugadors freqüentaven una cafeteria anomenada Yamaga davant l'estació de tren de Matsumoto i, inicialment, es deien simplement Yamaga Football Club. El 2004, van canviar el nom per Matsumoto Yamaga FC quan l'organització sense ànim de lucre Alwin Sports Project va ser creada per donar suport al club amb la intenció d'ascendir a la J. League.
El 2010 va aconseguir l'ascens a la tercera divisió, la Japan Football League i, el 2011, l'ascens a la J.League Division 2 en finalitzar en quarta posició. En el seu debut en competició professional, el Matsumoto Yamaga va acabar en dotzena posició. El 2014 va ser subcampió de la J2 League i va obtenir l'ascens directe a la primera divisió per primera vegada en la seva història. El 2015 va finalitzar la temporada setzè en la taula general de la J1 League i va descendir a la J2 League.